# Golden Twenties
Golden Twenties ist ein deutscher Spielfilm aus dem Jahr 2019 und das Regiedebüt von Sophie Kluge.

## Inhaltsangabe
Ava ist Mitte 20 und steht nach dem Abschluss ihres Studiums vor einer existenziellen Krise. Während ihre Freunde sich in biederen Lebensentwürfen einrichten, blickt sie unsicher in die Zukunft. Als äußere Umstände sie dazu zwingen, wieder bei ihrer Mutter Mavie einzuziehen, muss sie feststellen, dass sich dort kaum noch etwas wie früher anfühlt. Ihr einstiges Zimmer ist nun ein Abstellraum, und ihre Mutter hat einen neuen Freund, der fast genauso alt ist wie Ava und ihren Platz im Leben der Mutter einnimmt. Um dem Stillstand im eigenen Leben zu entkommen, nimmt Ava einen Job als Hospitantin an einem Theater an. Dort lernt sie den Schauspieler Jonas kennenlernt und endlich scheint sich etwas in ihrem Leben zu entwickeln, doch auch hier bleiben Enttäuschungen nicht aus.

## Veröffentlichung
Golden Twenties feierte seine Weltpremiere am 30. Juni 2019 im Rahmen der Sektion "Neues Deutsches Kino" beim Filmfest München und kam am 29. August desselben Jahres in die deutschen Kinos.

## Rezeption
Frédéric Jaeger schrieb auf Der Spiegel (online), dass Kluge sich mit ihrem Film Sehgewohnheiten widersetze: "'Golden Twenties' verschreibt sich so komplett und kompromisslos der Empathie mit seiner Hauptfigur, dass er nur nebenbei Liebesfilm, nur nebenbei Familiendrama, nur nebenbei ein spätes Coming-of-Age erzählt. Im Kern nämlich ist es eine Studie über Aufmerksamkeit."
Das Filmmagazin Artechock hat dem Film eine Doppelkritik gewidmet. Axel Timo Purr schreibt darin: "Kluge arbeitet sich nicht nur an der Elterngeneration und beruflichen Desillusionierungen ab, sondern bezieht mit fast lyrischer Verdichtung und betont zurückhaltend komödiantischen Anteilen auch die verzweifelte Suche ihrer eigenen Generation nach einem Mittelpunkt und nach glaubwürdigen Rollen mit ein." Sein Kollege Rüdiger Suchsland bezeichnet Golden Twenties als "ungemein anregende Überraschung. Ein tolles Debüt und ein ungewöhnlicher, sehr sehenswerter Film."
Golden Twenties erhielt eine Nominierung als "Bestes Spielfilmdebüt" beim Preis der deutschen Filmkritik.